# Upplands runinskrifter 774
Upplands runinskrifter 774 är en vikingatida runsten av rödgrå granit i Hjulsta, Enköpings-Näs socken och Enköpings kommun. Runstenen är 1,75 meter hög, 1-1,5 meter bred och 0,2-0,35 meter tjock. Ristningen är på stenens norra sida i en slinga runt stenens kant med ett kors i mitten. Erik Brate menade att stenen är ristad av Erik.

## Inskriften
Translitterering av runraden:
aybiarn × auk × þurkisl + raistu + stain × þina × aftir × oslaik + siuhr × sin kuþ × hialbi + ont × hans
Normalisering till runsvenska:
Øybiorn ok Þorgisl ræistu stæin þenna æftiʀ Aslæik, svær(?) sinn. Guð hialpi and hans.
Översättning till nusvenska:
Objörn och Torgils reste denna sten efter Aslek, sin svärfar (svåger?). Gud hjälpe hans ande.